# Stypandra jamesii
Stypandra jamesii là một loài thực vật có hoa trong họ Thích diệp thụ. Loài này được Hopper miêu tả khoa học đầu tiên năm 1999.